# Râul Varad
Râul Varad este un curs de apă, afluent al Dunării. 

## Hărți
- Harta Județului Caraș-Severin